# Sexo de supervivencia
El sexo de supervivencia o sexo por supervivencia (en inglés, survival sex) es una forma de prostitución realizada por una persona en condiciones de extrema necesidad. Describe la práctica de personas indigentes o desfavorecidas en la sociedad, que intercambian sexo por comida, un lugar donde dormir, necesidades básicas, o fármacos. El término es también utilizado por los investigadores de la industria del sexo y de la pobreza, y por trabajadores de ayuda humanitaria.

## Prevalencia
El sexo por supervivencia es común en todo el mundo, y ha sido extensamente estudiado en países como los Estados Unidos, Canadá, México, Filipinas, Tailandia, Nueva Zelanda, Colombia, Kenia, Uganda, y Sudáfrica.
Los investigadores estiman que de la juventud indigente en América del Norte, uno de cada tres ha tenido sexo para sobrevivir. Según un estudio, de la juventud en situación de calle de Los Ángeles, aproximadamente una de cada tres mujeres, y uno de cada dos hombres, dijeron que habían tenido sexo para sobrevivir. La probabilidad de tener sexo de supervivencia aumenta con el número de días en que la o el joven haya sido indigente, experimentar una victimización social, haber participado en alguna conducta criminal, haber consumido sustancias ilegales, haber tenido intentos de suicidio, haber tenido un embarazo, o una ETS.
Los niños indigentes que se identifican a sí mismos como homosexuales, bisexuales y transgéneros, tienen tres veces más probabilidades de tener sexo de supervivencia en comparación a sus contrapartes heterosexuales, según un estudio. Otro estudio encontró que la juventud transgénero es la población más susceptible de tener sexo para sobrevivir.
El sexo para sobrevivir es común en campamentos de refugiados. En campamentos de desplazados internos en el norte de Uganda, donde 1.4 millones de civiles han migrado forzosamente por el conflicto entre fuerzas del gobierno ugandés y del Ejército de Resistencia del Señor, la Organización Internacional de Derechos Humanos (HRW) informó en 2005 que mujeres y adolescentes desplazadas ejercieron sexo de supervivencia con otros residentes del campamento, con el personal de defensa local, y con soldados del gobierno ugandés.

## Motivaciones
Algunos investigadores dicen que los niños, niñas, y adolescentes sin hogar o indigentes no siempre ven el sexo de supervivencia como un acto explotativo. A veces, incluso, lo ven como el "comienzo de una posible relación." Dado que uno de los predictores más fuertes del sexo por supervivencia es haber tenido una historia infantil de abuso sexual por parte de los adultos cuidadores, algunos investigadores creen que lo que conduce a estos niños a tener sexo de supervivencia no son los sentimientos de desesperación material, sino la reproducción de patrones relacionales y comportamentales dados en el seno de sus familias.
Otros investigadores mantienen la postura de que las personas solo ejercen sexo de supervivencia cuando no tienen otras opciones. La psicóloga y activista  antiprostitución Melissa Farley escribió en el New York Times que la prostitución es casi siempre coercitiva o forzada, y que su ejercicio no implica pleno consentimiento. Afirma que ese es su mayor problema, más que la desigualdad entre los compradores y vendedores de sexo, y que los riesgos para la seguridad y la salud de quienes la ejercen. Farley dice que las mujeres rara vez tienen otras alternativas viables para pagar sus necesidades básicas y las de sus familias. Argumenta que incluso la prostitución como "opción laboral" es inmoral porque es más probable que dañe aún más, psicológica o económicamente, a mujeres en situación previa de vulnerabilidad. Menciona que, para las mujeres, tener sexo por supervivencia puede ser traumático, describiéndolo como un proceso en el que podría considerarse que ellas puedan "convertirse en objetos, solo para la masturbación". También, advierte que los hombres que pagan por sexo son normalmente los más violentos y misóginos hacia las mujeres. Farley agrega que a la mayoría de las prostitutas les gustaría dejar la industria.

## Alcance y aplicación de la ley

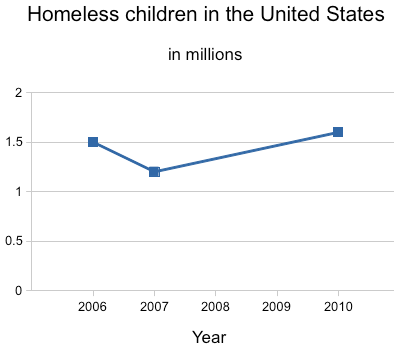
La población de niños y niñas sin hogar en los EE. UU. creció de 1.2 millones en 2007 a 1.6 millones en 2010.

Algunos municipios de EE.UU. como Boston o Dallas han notado un aumento de menores de edad que huyeron de sus hogares ejerciendo sexo por supervivencia desde 1999. Dallas estableció un grupo especial de consulta que ofrecía terapia para este grupo, según estadísticas del cual el 75% de chicas menores de edad no volvían a ejercer la prostitución tras haber recibido tratamiento. Dada esta efectividad, el congreso del país casi aprobó un plan para crear programas pilotos basados en el sistema de Dallas en 2007; sin embargo, este plan nunca obtuvo los fondos necesarios. Además, el Departamento de Justicia aún tenía que estudiar el número real de menores de edad implicados en la prostitución, pese que ya tenían la autorización del Congreso desde 2005. El Centro de Políticas Orientadas a Problemas estadounidense, afirmó que "no hay consenso sobre si la práctica es extendida," y recomienda que a los menores huidos de casa se les debería preguntar acerca de si sufrieron abusos sexuales, pero no acerca de si tuvieron sexo consensual, sexo por supervivencia, o si se han prostituido.
Según la Alianza Nacional para Acabar con la Indigencia, los servicios para ayudar a la juventud explotada sexualmente tendría que focalizarse en los lugares en los que los menores se reúnen con peligro de proximidad de proxenetas, incluyendo espacios públicos como centros comerciales, escuelas, e Internet. Los trabajadores en estos servicios de apoyo a los menores necesitan desarrollar una relación profesional cercana con la Ley para aprender sobre tendencias y ubicaciones, pero evitando cuidadosamente comprometer su propia independencia o la confidencialidad de las personas a las que atienden. La aplicación de la ley local tiene que apuntar hacia los proxenetas y clientes, y no hacia las víctimas (prostitutas menores de edad y adultas jóvenes) para que la persecución sea eficaz. Las asociaciones y programas sin ánimo de lucro, y las fuerzas de seguridad pueden ayudar a  trabajadores sexuales víctimas del sexo por supervivencia ofreciéndoles servicios comunitarios y dándoles albergue tras ser recogidos por agentes policiales.
Según la red global ECPAT Internacional, las víctimas mujeres y menores de edad de la industria del sexo que son mantenidas en custodia policial u hogares preventivos sin libertades ni acceso a la información, o que son abusadas y maltratadas por la policía, son motivadas a mentir sobre su situación y a intentar huir. Por lo tanto, en esos casos, los servicios de asistencia comunitaria pueden resultar mucho menos útiles. Lo mismo ocurre cuando los procedimientos de los tribunales no permiten a las víctimas dar su testimonio, o si, cuando lo permiten, no son amigables con la víctimas. También ocurre que las decisiones sobre el futuro de los menores raramente incluyen las opiniones de los propios menores, que el derecho a la privacidad e intimidad de los menores es violado por los medios de comunicación masivos o prensa, o que estos menores son estigmatizados y discriminados por haberse visto envueltos en la prostitución. Las medidas de protección hacia los menores no han sido implementadas de forma suficientemente adecuada ni a la hora de realizar procesos legales en tribunales donde se sientan seguros, ni en sistemas de justicia ni en agencias de aplicación y cumplimiento de la ley. La despenalización del ejercicio de la prostitución compone un espacio relevante para poder abordar el sexo por supervivencia en el mundo. En Bangladés, por ejemplo, las asociaciones que han sido exitosas en el cumplimiento de la ley, han iniciado una campaña basada en la vigilancia de burdeles, con el fin de controlar los reclutamientos de menores de edad.